# Юлибрисинова албиция
Юлибрисиновата албиция (Albizia julibrissin), известна още като „копринено дърво“, е вид от рода Албиция. Произлиза от Югоизточна Азия и е широко разпространена в Китай, Корея, Иран. Отглежда се и в почти всички щати на САЩ, където е добре аклиматизирана и се използва като декоративен вид. Растението се нарича често и „спящо дърво“, тъй като привечер листата му се затварят в спящо положение. На височина може да достигне до 12 м. Кората му е сивозелена. Листата са с дължина между 20 и 45 см и широчина 12 – 25 см. Цветовете му са много красиви, от бледорозови до наситеночервени и служат за храна на пчели, пеперуди и някои видове птици.
Юлибрисиновата албиция е много красиво парково дърво, което вирее на пропускливи и глинести почви. В България може да расте в Южна България и по Черноморието заради топлия климат. Растението са размножава чрез семена, които се посяват през пролетта. Цъфти от края на юни до септември. Плодът е кафява дълга шушулка със сплеснати семена вътре. Албицията не е взискателна към почвените условия, както и към влажността. Светло- и топлолюбива е. Рядко се среща и в София, където при по-студени зими може да измръзне.